# Kudrjaschevia
Kudrjaschevia es un género con seis especies de plantas con flores perteneciente a la familia Lamiaceae. Es originaria del oeste y centro de Asia.

## Especies
| - Kudrjaschevia allotricha - Kudrjaschevia grubovii - Kudrjaschevia jacubi | - Kudrjaschevia korshinskyi - Kudrjaschevia nadinae - Kudrjaschevia pojarkovae |